# Drosera bulbosa
Drosera bulbosa este o specie de plante carnivore din genul Drosera, familia Droseraceae, ordinul Caryophyllales, descrisă de William Jackson Hooker.
Este endemică în:
- Lord Howe I..
- Norfolk I..
- New South Wales.
- Northern Territory.
- Coral Sea Is. Territory.
- Queensland.
- South Australia.
- Tasmania.
- Victoria.
- Ashmore-Cartier Is..
- Western Australia.

## Subspecii
Această specie cuprinde următoarele subspecii:
- D. b. bulbosa
- D. b. major

## Galerie

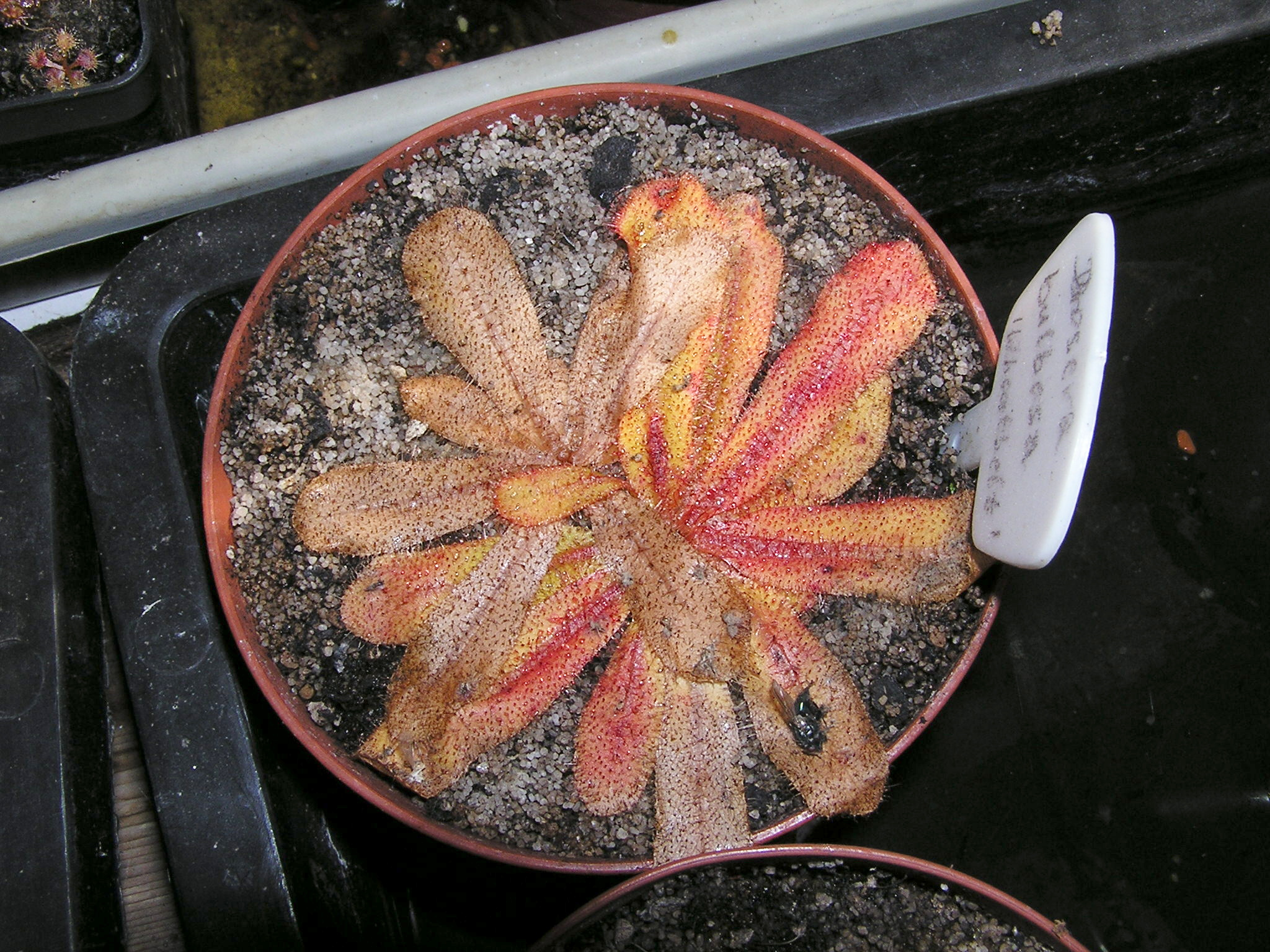